# مارتن أريكسون
مارتن أريكسون (بالسويدية: Martin Eriksson)‏ هو منافس ألعاب قوى سويدي، ولد في 15 يونيو 1971 في ستوكهولم في السويد.

## وصلات خارجية
- مارتن أريكسون على موقع الاتحاد الدولي لألعاب القوى (الإنجليزية)
- مارتن أريكسون على موقع أوليمبيديا (الإنجليزية)
- مارتن أريكسون على موقع اللجنة الأولمبية السويدية (السويدية)